# Povilas Čukinas
Povilas Čukinas (Trakai, 11 aprile 1983) è un cestista e allenatore di pallacanestro lituano.
Era un centro di due metri e tredici centimetri.

## Carriera
Inizia la sua carriera tra i senior già a 17 anni con la formazione lituana del Puntukas Anyksciai prima di passare all'Alytaus Alita. Passa poi al Lietuvos Rytas per le seguenti quattro annate dove vince Uleb Cup, Lega Baltica e Lega Lituana. Nella stagione 2006-07 gioca in Germania con la maglia dell'EnBW Ludwigsburg per poi accasarsi in Brianza tra le file della Pallacanestro Cantù. Durante la stagione 2007-08 è protagonista di prestazioni altalenanti, ottime e deludenti. Nei quarti di finale dei play-off sfoggia un 3 su 3 da tre punti nelle quattro partite tra i romani e i canturini.

## Palmarès
- Campionato lituano: 1

Lietuvos rytas: 2005-06
- ULEB Cup: 1

Lietuvos rytas: 2004-05
- Lega Baltica: 1

Lietuvos rytas: 2005-06